# San Pietro in Cerro
San Pietro in Cerro is een gemeente in de Italiaanse provincie Piacenza (regio Emilia-Romagna) en telt 962 inwoners (31-12-2004). De oppervlakte bedraagt 27,5 km², de bevolkingsdichtheid is 35 inwoners per km².

## Demografie
San Pietro in Cerro telt ongeveer 418 huishoudens. Het aantal inwoners daalde in de periode 1991-2001 met 4,4% volgens cijfers uit de tienjaarlijkse volkstellingen van ISTAT.
| Jaar | Inwoneraantal |
| ---- | ------------- |
| 1991 | 1001          |
| 2001 | 957           |

## Geografie
San Pietro in Cerro grenst aan de volgende gemeenten: Caorso, Cortemaggiore, Monticelli d'Ongina, Villanova sull'Arda.
Agazzano · Alseno · Alta Val Tidone · Besenzone · Bettola · Bobbio · Borgonovo Val Tidone · Cadeo · Calendasco · Caorso · Carpaneto Piacentino · Castel San Giovanni · Castell'Arquato · Castelvetro Piacentino · Cerignale · Coli · Corte Brugnatella · Cortemaggiore · Farini · Ferriere · Fiorenzuola d'Arda · Gazzola · Gossolengo · Gragnano Trebbiense · Gropparello · Lugagnano Val d'Arda · Monticelli d'Ongina · Morfasso · Ottone · Piacenza · Pianello Val Tidone · Piozzano · Podenzano · Ponte dell'Olio · Pontenure · Rivergaro · Rottofreno · San Giorgio Piacentino · San Pietro in Cerro · Sarmato · Travo · Vernasca · Vigolzone · Villanova sull'Arda · Zerba · Ziano Piacentino
- Virtual International Authority File: 237015619

1. ↑  https://demo.istat.it/?l=it.